# Efecte Hall

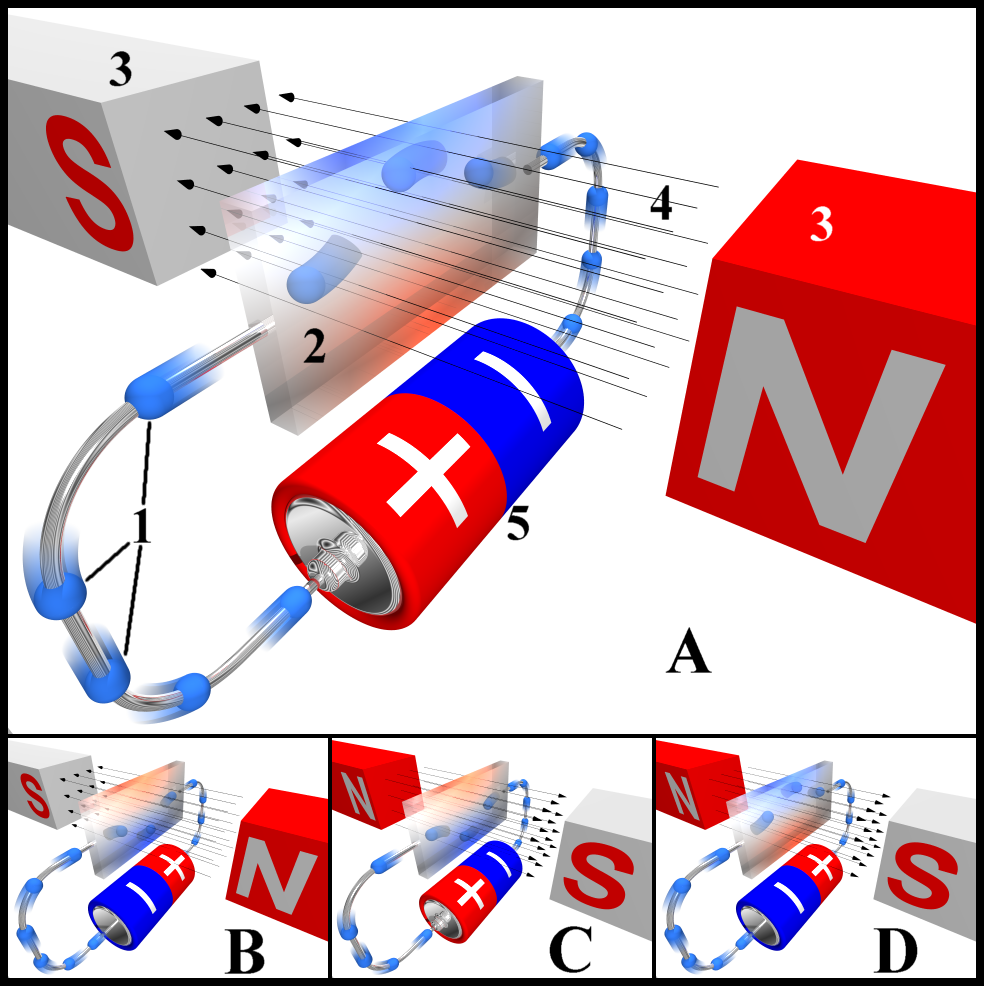
Diagrama de l'efecte Hall, mostrant el flux d'electrons (en lloc del corrent convencional).
Llegenda:
1. Electrons
2. Sensor o sonda Hall
3. Imants
4. Camp magnètic
5. Font d'energia
Descripció
A la imatge A, una càrrega negativa (color blau) apareix al costat superior del sensor Hall, i una positiva (color vermell) al costat superior. A les imatges B i C, el camp elèctric o el magnètic estan invertits, causant que la polaritat s'inverteixi. En invertir tant el corrent com el camp magnètic (imatge D) causa que la sonda assumeixi novament una càrrega negativa al costat superior.

L'efecte Hall consisteix en l'aparició d'una diferència de potencial en un conductor quan és travessat per un corrent elèctric i un camp magnètic extern s'aplica perpendicularment al flux de portadors. Aquest camp elèctric s'anomena tensió Hall. L'anomenat coeficient de Hall es defineix com la relació entre el potencial elèctric induït respecte al producte de la densitat de corrent pel camp magnètic aplicat.
L'efecte Hall deu el seu nom al físic americà, Edwin Duntey Hall, responsable del seu descobriment el 1879 en capes metàl·liques. El descobriment d'aquest fenomen té certa rellevància històrica doncs va ser la primera demostració experimental que el corrent elèctric en metalls era determinat pel moviment d'electrons i no de protons. D'altra banda també va mostrar que en alguns semiconductors (dopats de tipus p) és més apropiat pensar en el comportament dels forats positius en comptes dels electrons negatius.

## Fonament teòric
L'efecte Hall es basa en la mateixa natura del corrent que flueix a través d'un material conductor. Aquest consisteix en el moviment de portadors de càrrega generalment per part d'electrons (de càrrega negativa, {\displaystyle -e}) i forats (de càrrega positiva, {\displaystyle +e}) on {\displaystyle e} representa la càrrega fonamental de l'electró. Quan la mostra es veu sotmesa a un camp magnètic extern aplicat perpendicular al flux dels portadors de càrrega, aquests experimenten una força anomenada força de Lorentz {\displaystyle {\overline {F}}_{L}=e{\overline {v}}\times {\overline {B}}} on {\displaystyle {\overline {v}}} és la velocitat dels portadors de càrrega i {\displaystyle {\overline {B}}} és el camp magnètic extern aplicat. La presència d'aquest camp desvia la trajectòria dels portadors de càrrega respecte al seu camí rectilini i genera trajectòries corbes determinades per {\displaystyle {\overline {F}}_{L}}. Com que electrons i forats tenen càrrega oposada i viatgen en sentit contrari la força tindrà el mateix signe per tots dos i ambdós portadors s'acumularan en la mateixa banda de la barra conductora.
L'acumulació de càrrega en presència d'un camp magnètic, dona lloc a l'aparició d'un camp elèctric {\displaystyle {\overline {E}}} perpendicular tant al corrent com al camp magnètic i amb una força associada donada per {\displaystyle {\overline {F}}_{e}=e{\overline {E}}} que s'oposarà a la força de Lorentz aturant la migració de la càrrega i donat un temps d'equilibri suficient donarà lloc al conegut com a potencial Hall {\displaystyle V_{H}=Eb} on {\displaystyle b} indica l'amplada de la barra conductora.
La característica més important de l'efecte Hall que marca la seva utilitat en l'estudi de semiconductors és el fet que el potencial de Hall és inversament proporcional a la càrrega dels portadors {\displaystyle q} i la seva concentració {\displaystyle n}:
{\displaystyle V_{H}={\frac {1}{qn}}{\frac {IB}{d}}}
On el corrent {\displaystyle I} es pot relacionar amb la densitat de corrent {\displaystyle j} i el gruix de la mostra {\displaystyle t} tal que {\displaystyle I=jtb}. D'acord amb el tipus de portador el voltatge observat és negatiu (per al cas d'electrons en què {\displaystyle q=-e}) o positiu (per al cas de forats en què {\displaystyle q=+e}).

## Efecte Hall quàntic
L'efecte Hall quàntic és un fenomen originalment teòricament predit per Ando, Matsumoto i Uemura el 1975. Experimentalment Klaus von Klitzing va observar que en dispositius MOSFET en presència d'un alt camp magnètic i baixes temperatures, la conductivitat estava exactament quantificada, descobriment pel qual va rebre el Premi Nobel de Física el 1985.

## Efecte Hall de l'espín
L'efecte Hall de l'espín és un fenomen de transport predit pels físics russos Michel Dyakonov i Vladimir Perel el 1971 i redescobert per Hirsch el 1999. Consisteix en l'acumulació de les dues direccions perpendicular de l'espín en els dos laterals de la superfície al llarg de la direcció en què el corrent elèctric és transportat. A diferència de l'efecte Hall clàssic, en aquest cas no cal aplicar cap camp magnètic extern a la mostra per observar aquesta separació espacial d'espins sinó que es produeix degut als mecanismes de dispersió propis de la mostra. Encara que l'absència de camp magnètic requereixi que el potencial electroquímic es mantingui constant, internament en la mostra l'augment de potencial electroquímic de cada espín concret en un dels dos laterals es veu compensat per la disminució del mateix potencial electroquímic en el lateral oposat.
Principalment hi ha dos mecanismes que permeten descriure l'acumulació d'espín degut a la dispersió dependent d'espín de la mostra; tots dos es basen en l'acoblament spin-òrbita.
- Efecte extrínsec: la dispersió de l'espín amb els gradients de potencial creat per les impureses presents en la mostra és responsable de la separació d'espín. El Hamiltonià corresponent a aquest efecte es pot expressar com {\textstyle H_{ext}=\lambda {\overline {\sigma }}({\overline {k}}\times \nabla V)} on {\displaystyle \lambda } quantifica la intensitat de la dispersió, {\displaystyle {\overline {\sigma }}} el espín, {\displaystyle {\overline {k}}} el vector d'ona del espín i {\displaystyle \nabla V} el gradient de potencial creat per la impuresa.
- Efecte intrínsec: la dispersió degut a fenòmens intrínsec al material com l'acoblament Rashba d'espín-òrbita que dona lloc a dispersió dependent d'espín. En aquest cas {\displaystyle H_{int}=-{\frac {1}{2}}{\overline {B}}_{eff}({\overline {k}}){\overline {\sigma }}} on {\displaystyle {\overline {B}}_{eff}} és el camp magnètic efectiu que noten els espins.

## Efecte Hall de l'espín quàntic
La primera proposta de l'existència de l'efecte Hall de l'espín quàntic va ser duta a terme el 2005 per Kane i Mele adaptant resultats experimentals observats en grafè. En aquest fenomen trobem, com en el cas clàssic de l'efecte Hall d'espín una separació de la propagació de portadors en una barra segons el seu espín sense l'aplicació de cap camp magnètic extern però, en aquest cas es basa en la presència d'un fort acoblament espín-òrbita que produeix una inversió de l'estructura de bandes del material. Aquest efecte explica l'aparició de canals de conducció de spin oposats als bordes de la capa conductora.
En certes heteroestructures com HgTe/HgCdTe la presència d'elements pesants provoca un fort acoblament Rashba que genera la inversió de l'estructura de bandes habitual en aquests sistemes i, per tant la banda de conducció {\displaystyle \Gamma _{6}} se situa energèticament entre la banda de valència {\displaystyle \Gamma _{8}} i la banda d'escissió {\displaystyle \Gamma _{7}}. Quan aquest material se situa físicament entre dos materials d'estructura de bandes habitual es dona una connexió contínua de les bandes de conducció i de valència que es troben invertides en la zona central de l'obertura. Això dona lloc a la creació d'estats topològicament protegits anomenats estats helicoidals que sobreviuen només en la superfície dels materials.